# Die Leute aus der Kahramangasse
Die Leute aus der Kahramangasse ist ein deutschsprachiger Roman des türkischen Autors Reşat Karakuyu aus dem Jahr 1984. Seine Erstausgabe hatte das zweiteilige Werk in dem Berliner Verlag Express-Edition. Eine türkische Ausgabe erschien im Jahr 2000 unter dem Titel Kahraman Sokağı Sakinleri.

## Inhalt
Ort der Handlung ist die Kahramangasse, einer der Gassen in den Armenvierteln İzmirs. Zeit der Handlung sind die 1930er und 1940er Jahre.
In der mit Kurden, Juden, Zigeunern und Jugoslawien-Türken multikulturell besiedelten Straße wachsen der Straßenjunge Köse und seine Freunde zwischen Alteisenhändlern, Lastenträgern, Badedienern, Huren und Straßenverkäufern auf, während ihre Mütter harter Saisonarbeit in Tabakbetrieben nachgehen. Streiche der Jungen stehen häufig im Vordergrund der Erzählung.

## Kritiken
„[…] der seit 1973 in der Bundesrepublik tätige türkische Autor hat keine vordergründige Sozialtragödie geschrieben. Bei aller Not, Krankheit, Sorge und Unbildung funktioniert der kleine Kosmos in Atatürks Staat zwischen Tausendundeiner Nacht und Industriegesellschaft“

## Bedeutung
Der Roman basiert in weiten Teilen auf Kindheitserinnerungen des Autors. Die Zeit sah in dem Schelmenroman auch das "Bild einer hierzulande unbekannten oder vergessenen Kultur – die jüngste Vergangenheit unserer türkischen Mitbürger". In türkischen Rezensionen wurde das Werk mit Mark Twains Tom Sawyer verglichen.